# Mark colpisce ancora
Mark colpisce ancora è un film italiano del 1976 diretto da Stelvio Massi.

## Trama
L'agente Mark Patti deve inserirsi in una banda di terroristi attiva fra Roma, Milano e Vienna, con l'obiettivo di svelare la presenza di appoggi esterni alla banda collocati molto in alto nella sfera del potere.

## Luoghi delle riprese
Il film è stato girato a Roma, Milano, Corsico e Vienna.

## Produzione
È il terzo film del filone poliziottesco interpretato da Franco Gasparri.
In realtà, però, questa terza pellicola non è riconducibile alla saga di Mark Terzi: Gasparri infatti stavolta non interpreta un commissario bensì un semplice agente, il cui cognome è Patti. Il personaggio è differente da Terzi anche per i riccioli ed una marcata accentazione romanesca. In realtà il film avrebbe dovuto avere un altro titolo (così come il protagonista avrebbe dovuto avere un altro nome), ma alla fine fu scelto Mark colpisce ancora per sfruttare il successo di Mark il poliziotto e Mark il poliziotto spara per primo, che avevano riscosso molto successo nell'annata precedente.

## Distribuzione
Il film fu distribuito nelle sale cinematografiche italiane dalla P.A.C. il 20 ottobre 1976.

## Accoglienza
Il film ebbe un buon riscontro di pubblico, incassando 657.027.130 lire dell'epoca, anche se non arrivò ai livelli delle due pellicole precedenti, aventi come protagonista il personaggio del commissario Mark Terzi, che avevano incassato entrambe più del doppio.

## Doppiaggio
Doppiaggio eseguito presso gli studi C.D.S. con la collaborazione della C.D.
Il protagonista Franco Gasparri, come nei due film precedenti, è doppiato da Michele Gammino che però, per differenziare il personaggio di Mark Patti rispetto a Mark Terzi, recita qui con una marcata inflessione romanesca.